# Голенда, Ян
Ян Го́ленда (чеш. Jan Holenda; 22 августа 1985, Прага) — чешский футболист, нападающий.

## Карьера

### Клубная

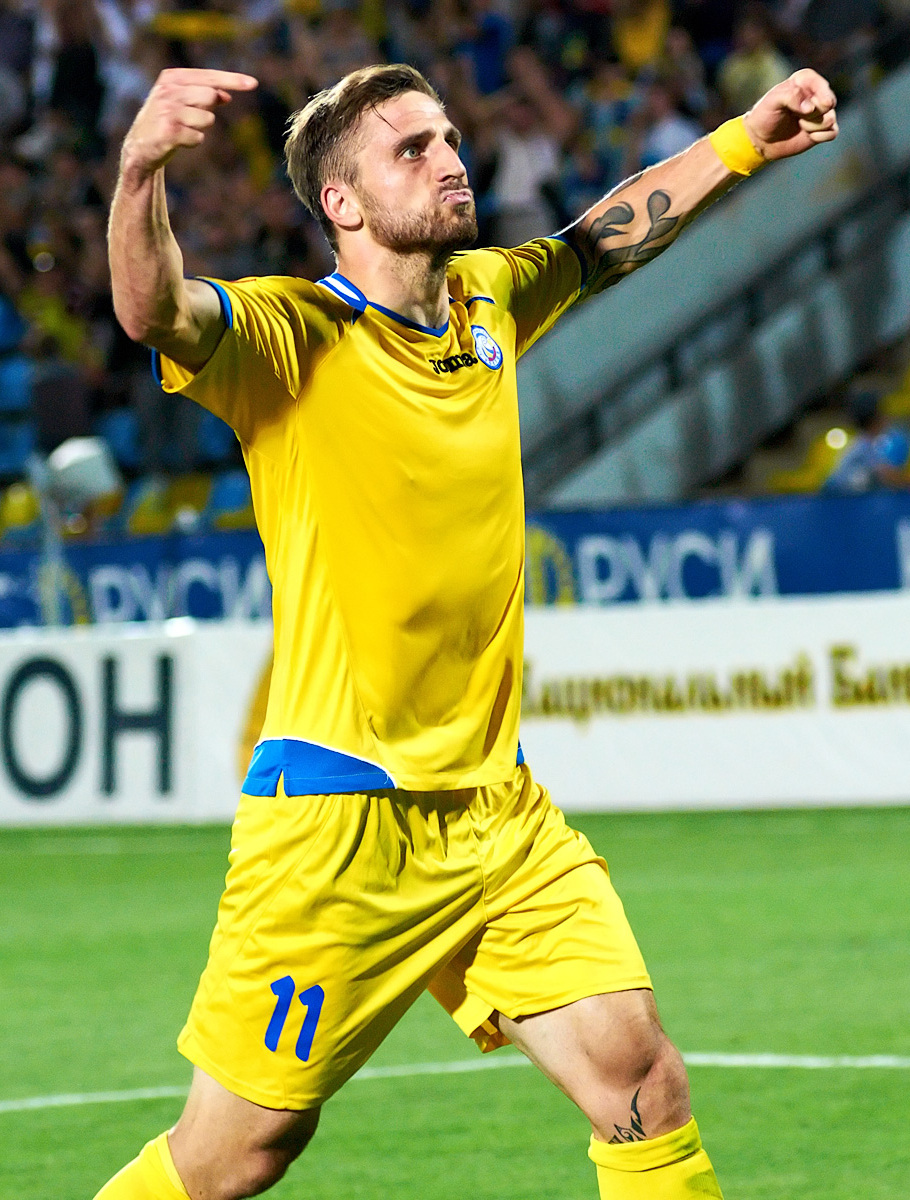
Голенда в «Ростове»

Ян Голенда является воспитанником футбольной школы пражской «Спарты». С 2003 по 2004 год он играл за вторую команду столичного клуба, а затем был отдан в аренду в клуб «Дрновице». В сезоне 2005/06 Голенда играл в «Словане» из Либерца, выигравшем чемпионат Чехии. В 2007 году был отдан в аренду клубу «Динамо» (Ческе-Будеёвице). После полугодичного пребывания в «Динамо» Голенда вернулся в «Спарту» и был сразу же арендован клубом «СИАД» (Мост). Лишь в 2008 году Ян стал полноценным игроком основного состава «Спарты».
31 января 2010 года Голенда заключил трёхлетний контракт с клубом «Анжи» (Махачкала).
3 июля 2012 года Голенда стал игроком «Ростова». 25 августа 2012 года Голенда стал автором хет-трика в ворота «Алании» в шестом туре чемпионата России, причём все 3 гола Ян забил головой. Ян стал первым чехом, которому удалось забить три мяча в одном матче чемпионата России. До успеха Голенды ни одному футболисту «Ростова» более 10 лет не удавалось сделать хет-трик в чемпионате России.
30 августа 2013 года было объявлено, что нападающий продолжит карьеру в клубе «Томь», за который будет выступать на правах аренды.
В конце сезона вернулся в «Ростов». Ян подметил, что собирается забить в следующем сезоне 20 и более мячей. В сентябре 2014 года разорвал контракт с «Ростовом». 2 октября подписал контракт с пльзеньской «Викторией».

### В сборной
Голенда играл во всех юношеских сборных Чехии, кроме возраста до 17 лет. С 2006 по 2007 год выступал в составе молодёжной сборной.

## Достижения
«Слован» Либерец
- Чемпион Чехии: 2005/06

«Спарта» Прага
- Чемпион Чехии: 2009/10
- Обладатель Кубка Чехии: 2007/08

«Виктория» Пльзень
- Чемпион Чехии (2): 2014/15, 2015/16
- Обладатель Суперкубка Чехии: 2015